# Coleophora mayrella
Coleophora mayrella é uma espécie de mariposa do gênero Coleophora pertencente à família Coleophoridae.